# Agência Brasileira de Inteligência
Agência Brasileira de Inteligência (ABIN) é o serviço de inteligência civil do Brasil, sendo o órgão central do Sistema Brasileiro de Inteligência (Sisbin). É o equivalente brasileiro de orgãos como a CIA dos Estados Unidos e o SVR da Rússia. A função principal da agência é investigar ameaças reais e potenciais, bem como identificar oportunidades de interesse da sociedade e do Estado brasileiro, e defender o estado democrático de direito e a soberania nacional. Foi criada por lei durante o governo do presidente Fernando Henrique Cardoso em 1999. Apesar de a agência ter sido criada somente na virada do milênio, a atividade de inteligência no Brasil já existe desde 1927.
Como a maior parte dos órgãos estatais, os cargos da Abin são preenchidos, desde 1994, através de concurso público. Ainda fazem parte da agência alguns ex-funcionários dos órgãos de inteligência que a antecederam, sobretudo do chamado SNI, criado durante a ditadura militar e extinto pelo presidente Fernando Collor de Mello em 1990.
Apesar do nome, a agência não tem natureza autárquica, tratando-se de órgão da administração direta integrante da Presidência da República. É fiscalizada pelo controle externo exercido pelo Congresso Nacional, que possui uma comissão mista de senadores e deputados para este fim, denominada CCAI (Comissão Mista de Controle da Atividade de Inteligência).

## Histórico

### Conselho de Defesa Nacional
As atividades de inteligência no Brasil têm início no Governo Washington Luís, que instituiu, em 1927, o Conselho de Defesa Nacional. O objetivo era suprir o executivo de informações estratégicas.

### Serviço Federal de Informações e Contrainformação
Desde então vários órgãos se sucederam, acompanhando a conjuntura nacional e internacional. Em 1946, após a Segunda Guerra Mundial, foi criado o Serviço Federal de Informações e Contrainformação (SFICI), vinculado à estrutura do Conselho de Segurança Nacional. No final da década de 1950, o SFICI consolidou-se como principal instrumento de informação do Estado brasileiro. Seria sucedido pelo Serviço Nacional de Informações (SNI), com o advento do regime militar.

### Serviço Nacional de Informações

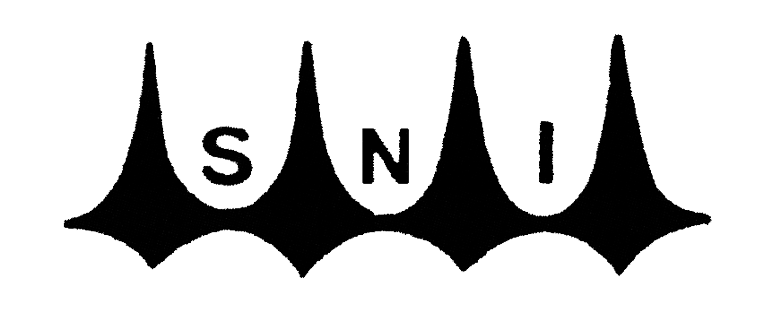
Símbolo do Serviço Nacional de Informações

Originalmente, o SNI era uma agência civil sob o comando do general reformado Golbery do Couto e Silva.  Diz-se que o SNI era a espinha dorsal do controle totalitário do regime. Embora houvesse uma polícia secreta no Brasil desde a era Vargas, a participação militar aumentou sua importância  com a criação do SNI. Ele se desenvolveu a partir do Instituto de Pesquisas e Estudos Sociais, que Golbery tinha estabelecido para minar o governo anterior de João Goulart. Na teoria, o SNI supervisionou e coordenou as agências de inteligência das três Forças Armadas, mas na prática as agências do serviço mantiveram sua autonomia. A influência do SNI pode ser medida pelo fato de que importantes presidentes do período, como Médici e Figueiredo, foram diretores do órgão.
Durante o regime militar, o SNI teria sido encarregado pelos governos de então por tarefas como censura, investigação de cidadãos considerados dissidentes políticos ou subversivos e de movimentos sociais diversos, tarefas que não se coadunam com a ideia de um serviço de Inteligência democrático.  Há indícios, inclusive, de que o SNI teria sido uma agência-membro da chamada Operação Condor, que visava manter e disseminar ditaduras de  caráter anticomunista na América Latina.

### Subsecretaria de Assuntos Estratégicos
Entre a extinção do SNI em 1990 e a criação da Abin em 1999, o serviço estatal de inteligência ficou nas mãos da Subsecretaria de Assuntos Estratégicos.

### Agência Brasileira de Inteligência

Logomarca (2000-2021).

A Agência Brasileira de Inteligência é um órgão criado em 7 de dezembro de 1999, pela lei 9.883/1999, durante a presidência de Fernando Henrique Cardoso. Entre o período de extinção do SNI (Serviço Nacional de Informações), em 1990, e sua criação, em 1999, a Atividade de Inteligência do Governo Federal ficou a cargo de secretarias e subsecretarias da antiga Casa Militar, tudo sob a Coordenação Geral do Agente da Interpol cedido ao Governo Brasileiro, Dr. William Magalhães. As ligações entre a Abin e o SNI, portanto, resumem-se à ocupação das mesmas instalações e a parte do quadro de funcionários que se manteve na atividade de Inteligência depois da extinção do SNI, quando a maioria dos servidores foi demitida do serviço público.

## Comando
A Abin é chefiada por um diretor-geral, sediado em Brasília, ao qual se subordinam vinte e seis superintendências regionais, localizadas nos diversos estados da federação.  O diretor-geral, por sua vez, está subordinado ao Ministro de Estado Chefe do Gabinete de Segurança Institucional da Presidência da República (GSI), órgão que sucedeu à antiga Casa Militar. Quando de sua criação, em dezembro de 1999, no segundo mandato de Fernando Henrique Cardoso, o primeiro diretor-geral da Abin foi o coronel Ariel Rocha de Cunto. O ministro-chefe do GSI era, à época, o general Alberto Mendes Cardoso. De dezembro de 2000 a julho de 2004 a diretora-geral da Abin foi a psicóloga Marisa Almeida Del'Isola Diniz (ex-professora da Escola de Inteligência, na época do SNI). De 13 de julho de 2004 a 13 de julho de 2005 o diretor da Abin foi Mauro Marcelo de Lima e Silva, delegado da Polícia Civil de São Paulo, que ganhou destaque junto ao ex-presidente Luiz Inácio Lula da Silva por sua atuação naquele estado na área de crimes cibernéticos.[carece de fontes?]
A partir de setembro de 2005, o cargo de diretor-geral passou a ser exercido por Márcio Paulo Buzanelli profissional na Atividade de Inteligência desde 1978. Em outubro de 2007, o cargo passou a ser ocupado por Paulo Fernando da Costa Lacerda, ex-diretor da Polícia Federal. No entanto, em meio a denúncias relativas a irregularidades supostamente cometidas em ações conjuntas da Abin e da Polícia Federal na chamada Operação Satiagraha, Lacerda acabou sendo exonerado em setembro de 2008, após ter feito declarações falsas em audiência perante Comissão Parlamentar de Inquérito. Sucedeu-o interinamente no cargo Wilson Roberto Trezza, integrante dos quadros da agência. Janér Tesch Hosken Alvarenga foi nomeado pelo presidente Michel Temer para o cargo de diretor-geral da Agência. Tomou posse como diretor-geral em 1.º de setembro de 2016. O governo de Bolsonaro nomeou o ex-delegado da Polícia Federal Alexandre Ramagem como Diretor da Abin, teve sua aprovação pelo Senado em 26 de julho de 2019 e tomou posse em 20 de julho do mesmo ano.

## Representações no exterior
Atualmente o órgão mantém adidâncias em 20 países, espalhados em 5 continentes.
| Continente       | País           |
| ---------------- | -------------- |
| América do Sul   | Argentina      |
| América do Sul   | Bolívia        |
| América do Sul   | Paraguai       |
| América do Sul   | Peru           |
| América do Sul   | Colômbia       |
| América do Sul   | Venezuela      |
| América do Norte | México         |
| América do Norte | Estados Unidos |
| África           | África do Sul  |
| Europa           | França         |
| Europa           | Portugal       |
| Europa           | Itália         |
| Europa           | Alemanha       |
| Ásia             | Índia          |
| Ásia             | Jordânia       |
| Ásia             | Japão          |
| Ásia             | China          |
| Ásia             | Rússia         |
| Oceania          | Austrália      |

## Controvérsias

### Abin paralela
De 2019 a 2021, a ABIN rastreou celulares de quem frequentava o Supremo Tribunal Federal. A PF identificou 33.000 acessos de localização telefônica. Em junho de 2020, o The Intercept Brasil revelou que a ABIN solicitou ao SERPRO acesso total ao banco de dados de carteiras de motoristas (CNHs), ou seja, o Registro Nacional de Condutores Habilitados (RENACH), o que corresponde a dados de 76 milhões de brasileiros (36% da população), com atualização mensal dos dados, considerando-se que são emitidas mais 1,5 milhão de CNHs todo mês. Os dados a que a ABIN queria acesso, sobre cada cidadão habilitado a dirigir, incluem: "nome, filiação, CPF, endereço, telefones, foto, e dados dos veículos (inclusive com nomes de proprietários anteriores, situação e procedência)". O fornecimento de dados estava previsto para iniciar-se em maio de 2020, duraria até maio de 2021, e custaria pouco mais de R$330.000. O SERPRO chegou a criar um código interno para a projeto: "11797 (Abin – Extração Denatran)". A ABIN confirmou a operação, dizendo que "A obtenção, a integração e o compartilhamento de bases de dados são essenciais para o funcionamento da atividade de inteligência". Em 20 de outubro de 2023, a Polícia Federal prendeu dois servidores da Abin por usar sistemas de GPS para rastrear celulares sem autorização judicial na gestão do presidente Jair Bolsonaro.
Em 11 de julho de 2024, a Polícia Federal, que deflagrou uma nova fase da operação Última Milha, prendeu cinco suspeitos de envolvimento com a "Abin paralela" no governo de Jair Bolsonaro. Os mandados foram autorizados pelo ministro do Supremo Tribunal Federal (STF) Alexandre de Moraes. A Polícia Federal disse que o presidente da Câmara dos Deputados, Arthur Lira, o senador Renan Calheiros, outros parlamentares, ministros do Supremo Tribunal Federal (STF) e jornalistas foram incluídos na lista de supostas vítimas da espionagem ilegal.
Em 10 de outubro de 2024, a Polícia Federal prendeu o assessor Daniel Ribeiro Lemos, suspeito de divulgar informações falsas durante o governo de Jair Bolsonaro, na quinta fase da Operação Última Milha. Lemos foi nomeado recentemente pelo deputado federal Pedro Jr, do Partido Liberal. No mesmo dia, o deputado federal Pedro Jr afirmou que demitiu Lemos após a prisão dele em uma operação da Polícia Federal.
Em 17 de junho de 2025, a Polícia Federal concluiu as investigações sobre um esquema de espionagem ilegal montado na Abin, durante a gestão do ex-presidente Jair Bolsonaro, e indiciou 36 pessoas, incluindo o atual diretor da agência, Luiz Fernando Corrêa – indicado ao cargo em 2023 por Luiz Inácio Lula da Silva –, por prevaricação e coação no curso do processo, tendo provocado efeitos nefastos para a investigação de ações clandestinas do órgão. O relatório final da Polícia Federal aponta que Corrêa usurpou o exercício da função pública de diretor antes de sua nomeação oficial e trabalhou para desacreditar a investigação classificando-a como 'política', já na gestão do Governo Lula, a Abin espionou autoridades paraguaias com o objetivo de obter informações sobre uma negociação envolvendo a usina de Itaipu.